# Boyeria karubei
Boyeria karubei – gatunek ważki z rodziny żagnicowatych (Aeshnidae). Występuje w południowo-wschodniej Azji; stwierdzony w południowych Chinach (w tym na wyspie Hajnan) i środkowym Laosie, prawdopodobnie obecny także w północno-wschodnim Wietnamie.